# Lou-Anna
Lou-Anna, prénom féminin, est une variante composée des prénoms Lou, d'origine celtique signifiant lumière et Anna, signifiant grâce en hébreu.